# Стогово (Вяземский район)
Сто́гово — деревня в Смоленской области России, в Вяземском районе. По состоянию на 2007 год постоянного населения не имеет. Расположена в восточной части области в 9 км к юго-западу от районного центра, в 5 км к юго-востоку от автодороги Р134 «Старая Смоленская дорога» Смоленск — Дорогобуж — Вязьма — Зубцов. В 8 км к северу от деревни станция Гредякино на железнодорожной ветке Москва — Минск. Входит в состав Кайдаковского сельского поселения.

## Известные люди
6 января 1915 года в деревне родился Герой Советского Союза, подполковник, командир 479-го отдельного минометного полка 48-й армии 2-го Белорусского фронта, Фёдор Илларионович Тарасов. Погиб в бою 23 октября 1944 года в Польше.